# Hermann Salingré
Hermann Salingré (* 17. Mai 1833 in Berlin; † 5. Februar 1879 ebenda) war ein deutscher Possenschriftsteller.

## Leben

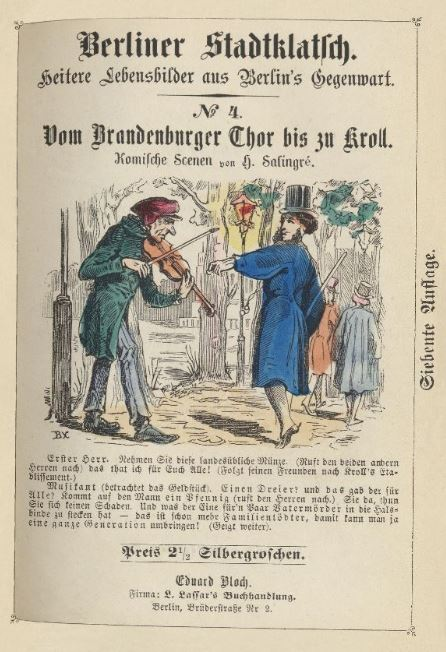
Illustrierter Salingré-Titel

Er erlernte zunächst den Beruf des Kaufmannes und arbeitete als Commis in einem Berliner Geschäft. Als sein erstes Stück Ein blauer Montag im August 1852 im Meyselschen Sommertheater aufgeführt wurde, gab er seinen Beruf auf und schrieb künftig für die Bühnen. Im Deutsch-Französischen Krieg war er neun Monate als Berichterstatter für Berliner Zeitungen tätig. Er erwarb die Neue freie Zeitung, die aber keinen Erfolg hatte und ihn in finanzielle Schwierigkeiten brachte. Er schrieb etwa 30 Possenstücke und war in den 1860er und 1870er Jahren der meistgespielte Lustspielschreiber Berlins. Gegen Ende seines Lebens litt er an einer Lähmung und erblindete vollständig.
Julius Stettenheim charakterisiert Salingré:
Hermann Salingré (war) vielleicht einer der originellsten Erscheinungen, welche die Bühnenliteratur aufzuweisen hat. Es fehlte ihm alles zu einem Schriftsteller, als er eines Tages ein Stück zu schreiben angefangen hatte, ohne jemals irgend etwas geschrieben zu haben. Er war die unverfälschte Naivität. Er dachte sich nichts beim Schreiben. Mit beneidenwerther Unbefangenheit griff er zu, und was er dann für komisch hielt, das brachte er zu Papier in der festen Zuversicht, daß das auch beim Publikum komisch erschien. ( … ) Das Publikum der Berliner Lokalposse war damals nicht minder naiv als er, und so paßten Beide vortrefflich zu einander. Manche seiner Possen behaupteten sich deshalb sehr lange auf den Repertoiren. ( … ) Salingré war ein überaus liebenswürdiger und gutmüthiger Mensch, der keinen Feind hatte und durch sein hilfloses und freundliches Wesen selbst die strengste Kritik entwaffnete, die ihn wie ein Kind behandelte, dem sie nicht wehthun dürfe.

## Werke (Auswahl)
- Ein blauer Montag. Schwank in 1 Akt. Litfass, Berlin 1853.
- Ein Königreich für einen Sohn! Posse. Kolbe, Berlin 1856. (Digitalisat)
- Abenteuer des Herrn Friedrich Gottlieb Knickebein bei der Einholung am 8. Februar 1858. Berlin 1858.
- Otto Bellmann auf der Leipziger Messe. Schwank. Behrend, Berlin 1858.
- Dienst- und Beſchäftigungsgesuche. Berliner Genrebild. Berlin 1858.
- Herr Knickebein, Theaterintendant in Beeskow, bei der Konferenz in Dresden. Posse. Bloch, Berlin 1858.
- Der Allerweltshelfer. Posse in 1 Akt. Persch, Berlin 1858.
- Jette vor’m Schiedsrichter. Berliner Genrebild. Behrend, Berlin 1858. (Digitalisat der 10. Aufl.)
- Die Bretter, die die Welt bedeuten. Gesammelte Possen  und Schwänke. (Inhalt: Des Frisseurs letztes Stündlein; – Pietſch im Verhör 1858; – Nur keinen Mietskontrakt! 1862; – Hundert Taler Belohnung! 1862; – Besorgt und aufgehoben! 1859; – Jettchens Liebe u. Kabale. 1861.) Bloch, Berlin 1864.
- Pech-Schulze. Original-Posse mit Gesang und Tanz in drei Akten. Kolbe, Berlin 1863.
- Berliner Kinder. Posse. Bloch, Berlin 1865. (Digitalisat)
- Was ſich die Kaſerne erzählt. Militärisches Genrebild in 1 Akt. Bloch Berlin 1864.
- Margaretha. Parodistischer Scherz mit Gesang. Musik arrangirt von A. Lang. Vorgetragen von dem Komiker Emil Thomas am Friedrich-Wilhelmstädtischen Theater in Berlin. Bloch, Berlin 1865. (Eduard Bloch’s komische Solo-Scenen mit Pianoforte-Musik. 1) (Digitalisat)
- Abteilung V, Zimmer IV für Bagatellſachen. Lustspiel. Bloch, Berlin 1865. (Digitalisat)
- Das Gespent um Mitternacht. Posse in 1 Akt. Nach einer Hackländerschen Novelle. Bloch, Berlin 1867.
- Preußen in Sachsen. Fortsetzung von E. Pohl’s: Sachsen in Preußen. Posse mit Gesang in 1 Akt. Bloch, Berlin 1867. (Digitalisat)
- Nimrod. Posse mit Gesang in 1 Akt. Bloch, Berlin 1867. (Digitalisat)
- Im Warteſalon dritter Klasse. Posse mit Gesang in 1 Akt. Bloch, Berlin 1867. (Digitalisat)
- Wenn die Preußen heimwärts ziehn. Schwank mit Gesang in 1 Akt. Bloch, Berlin 1867. (Digitalisat)
- Die Afrikanerin in Kalau. Parodistische Posse mit Gesang in 1 Akt. Bloch, Berlin 1868. (Digitalisat)
- Einberufen! oder: Mit Gott für König und Vaterland. Posse mit Gesang in 1 Akt. Bloch, Berlin 1868. (Digitalisat)
- Ein alter Commis, oder: Zwei Flaschen Jaquesson. Posse mit Gesang. Bittner, Berlin 1869.
- Hier wird warm gespeist! Posse mit Gesang in 1 Akt. Bloch, Berlin 1869. (Digitalisat)
- Spillike in Paris. Komische Soloscene mit Gesang. Bloch, Berlin 1869. (Digitalisat)
- B. 17.  Original-Posse mit Gesang in 2 Akten. Bloch, Berlin 1869. (Digitalisat)
- Der Leibkutscher. Schwank. Bittner, Berlin 1869. (Digitalisat)
- Alles für meine Töchter. Posse mit Gesang in 1 Akt. Bittner, Berlin 1869.
- Durchs Schlüsselloch. Posse mit Gesang in 1 Akt. Bloch, Berlin 1870. (Digitalisat)
- Vom norddeutſchen Reichstage. Posse mit Gesang in 1 Akt. Böoch, Berlin 1870. (Digitalisat)
- Guter Mond, du gehſt ſo ſtille. Posse mit Gesang in 1 Akt. Bloch, Berlin 1870. (Digitalisat)
- Sechs Mädchen und kein Mann. Posse mit Gesang in 1 Akt. Bloch, Berlin 1872. (Digitalisat)
- 7½prozentige Rumänier. Posse. 1872.
- Fürs Theater laß ich mein Leben! Schwank mit Gesang in 1 Akt. Bloch, Berlin 1873.
- Der Baum der Erkenntnis. Original-Burleske mit Gesang. Bittner, Berlin 1873.
- Bär und Bassa. Burleske in 1 Akt. Nach Carl Blum‘s Vaudeville neu bearbeitet. Bloch, Berlin 1876.
- Die Reiſe durch Berlin in achtzig Stunden. Gesangsposse in 3 Akten (7 Bildern). Entsch, Berlin 1876.
- Dreihundert Mark Belohnung. Posse mit Gesang. Bloch, Berlin 1878.
- Ein ruhiger Mieter. Schwank mit Gesang in 1 Akt. Danner, Mühlhausen 1900.
- Im großen Hauptquartier 1870–71. Ernstes und Heiteres. Hoffmann, Berlin 1910.